# Ricardo Escobar Calderón
Ricardo Humberto Escobar Calderón (16 de abril de 1962) es un abogado y académico chileno, exdirector del Servicio de Impuestos Internos (SII) del Gobierno de la presidenta Michelle Bachelet.

## Biografía
Parte de su infancia la vivió junto a sus padres y dos hermanos menores en una casa en la comuna de La Granja, en Santiago sur. Su padre, primo hermano del presidente 2000-2006, Ricardo Lagos Escobar, hizo carrera como funcionario de aduanas y luego se independizó, formando su propia agencia. Su madre, oriunda de Los Andes, dueña de casa, lo ayudaba en la empresa.
Para evitar los largos trayectos fue ingresado interno al Internado Nacional Barros Arana, ubicado en el centro de la capital chilena del cual egresó
Más tarde ingresó a estudiar derecho en la Universidad de Chile, donde se tituló de abogado en el año 1986. Luego cursaría un maestría en la misma disciplina en la Universidad de California en Berkeley, en los Estados Unidos, gracias a una beca Fulbright.
En términos profesionales, trabajó en el estatal Comité de Inversiones Extranjeras, dependiente de la Cancillería, y luego en Langton Clarke (que más tarde sería Arthur Andersen). Después se independizó, hasta que a fines de 1996, Jorge Carey le propuso incorporarse a su estudio de abogados, uno de los más grandes y prestigiosos del país. Apenas dos años después se convirtió en socio de Carey y Cía.
En marzo de 2006 dejó el estudio jurídico para asumir como director del SII, cargo que abandonó en 2010, una vez finalizada la administración. Ese mismo año se incorporó como socio de la auditora Ernst & Young Chile. A comienzos de 2012 fue nombrado líder de política tributaria de las Américas de la matriz de dicha firma. En 2013 anunció su salida del cargo con el fin de formar un estudio independiente en conjunto con el abogado local Jorge Bofill Genzsch.
Desde 1990 ha sido profesor de derecho tributario y política económica en la Universidad de Chile.
Es casado con la educadora Montessori, July Jackson, con quien tiene dos hijos.
Fue nombrado director de Codelco en abril de 2025 por el Gobierno.